# Abbot Augustus Low
Abbot Augustus Low (Gus Low) (1844 – 1912) was een ondernemer en uitvinder uit Brooklyn, die leefde in St. Lawrence County (New York). Low was eigenaar van de Horseshoe Bosbouw Company. Hij wordt wel beschouwd als de uitvinder van de papiervernietiger.
Low was de zoon van Abiel Abbot Low, een Amerikaanse ondernemer, zakenman, handelaar en filantroop die vooral door zijn handel in China veel inkomsten verwierf. Abbot Augustus Low bezat 130 km² aan grond in een gebied dat onderdeel is van de staat New York en dat bekendstaat als Horseshoe. Dit gebied is gelegen aan de westelijke oever van Horseshoe Lake, in Piercefield. Verder omvatte het gebied ook grond aan de rand van het land in Colton.
Low was uitvinder en hij bezat diverse octrooien, zoals die op een methode om esdoornsuiker te conserveren, een op een motor, een uitlaatsysteem, een ontsteker en een fles. In 1909 diende hij een octrooiaanvraag in voor een "waste-paper receptacle" (vergaarbak voor papierafval), die wordt beschouwd als de allereerste papierversnipperaar. Op 31 augustus 1909 kreeg dit US patentnummer 929960 toegekend, maar het is nooit tot een implementatie van het idee gekomen. Toen Low stierf was Thomas Edison de enige uitvinder die meer patenten op zijn naam had.
Lows bezittingen rond Lows Lake, die ook wel de Bog River Flow genoemd worden, bestonden uit een spoorweg met smalle sporen, een kleine energiecentrale, een stal, pakhuizen, en verder ook gebouwen voor medewerkers, boten en de verwerking van esdoornsuiker. Low ontwikkelde het landgoed met twee dammen waarmee elektriciteit kon worden opgewekt en waarmee jaarlijks ook de verwerking van boomstronken via de loop van de rivier kon worden verzorgd. Vandaag de dag is dit onderdeel van de Bog River Management Unit in Adirondack Park. Lows zakelijke ondernemingen bestonden uit de productie van bronwater, ahornsiroop, conservering van wilde bessen en houtproducten.
Abbot Low bouwde samen met zijn broer Seth Low, voorzitter van de Columbia-universiteit en later burgemeester van New York, een ziekenhuis in Wuchang in China, ter nagedachtenis aan hun vader, Abiel Abbot Low.
Lows Lake is een stuwmeer dat genoemd is naar Abbot Augustus Low. Het is ontstaan door de bouw van twee dammen in 1903 en 1907.